# Based on a True Story (Lil' Mo)
Based on a True Story è il primo album in studio della cantante statunitense Lil' Mo, pubblicato nel 2001.

## Tracce
1. Intro – 0:45
2. My Story – 4:14
3. Supa Star (featuring J-Star) – 4:18
4. Superwoman Pt. II (featuring Fabolous) – 4:25
5. Player Not The Game (featuring Carl Thomas) – 4:23
6. How Many Times – 4:35
7. 2Moro – 4:20
8. Friends (Those Girls) – 3:52
9. Gangsta (Love 4 the Streets) – 3:11
10. Saturday – 3:56
11. She Could Neva B Me – 5:13
12. Time After Time – 5:26
13. Outro – 1:08